# TVS

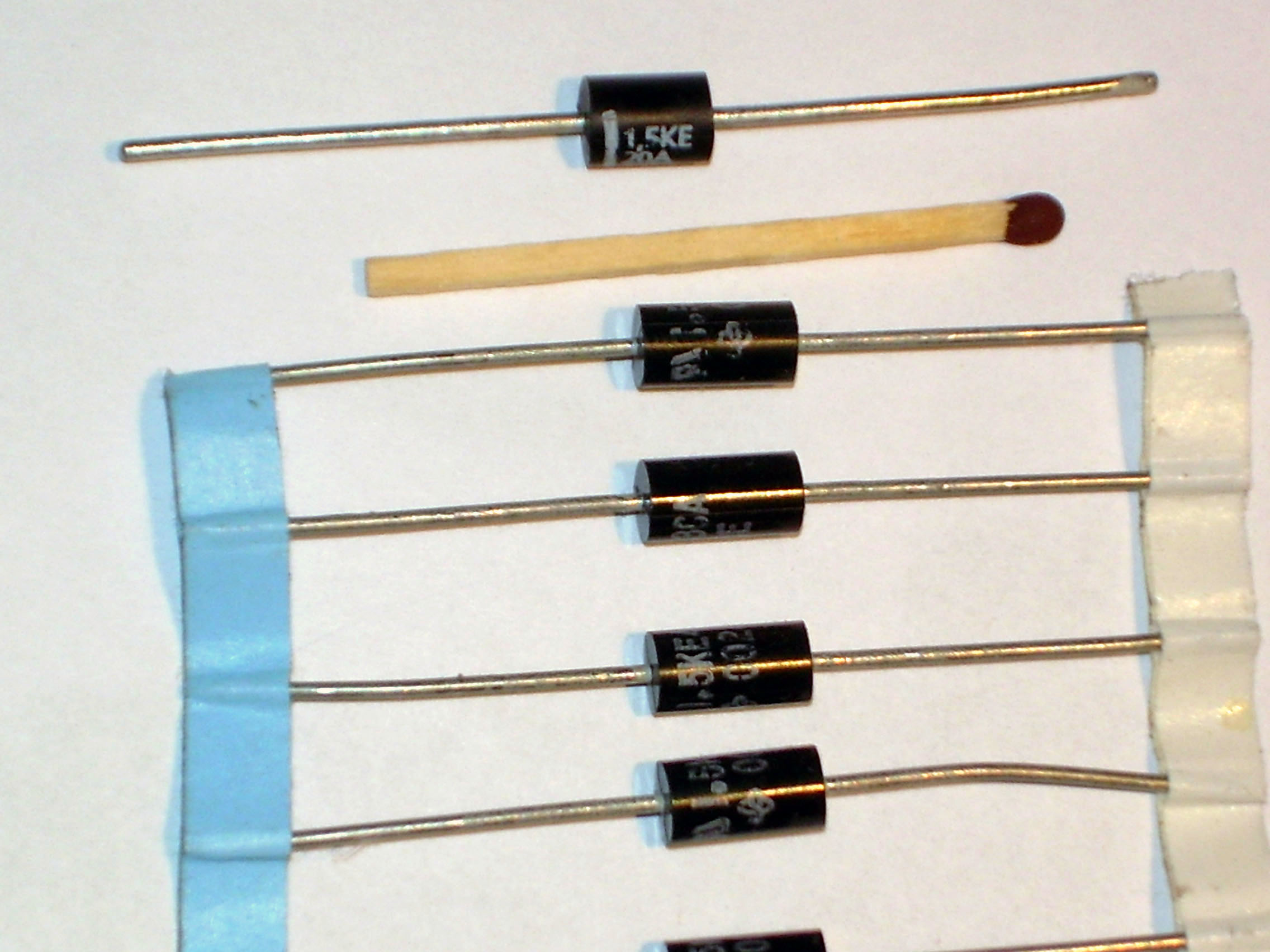
Fig.1 Diode TVS

TVS (Transient Voltage Supressor de l'anglès supressor de tensions transitòries) és un dispositiu dissenyat per a reaccionar a sobretensions transitòries i evitar que danyin els equips electrònics. Es poden classificar en diferents tecnologies:
- Diodes TVS (Fig.1)
- Varistors (Fig.2)
- Tubs de descàrrega de gas (Fig.3)

## Aplicacions
Aplicacions més comunes:
- Protecció davant la commutació de càrregues inductives : motors, relés, transformadors.
- Protecció davant descàrregues electroestàtiques.
- Protecció davant trnasitoris induïts deguts a llamps atmosfèrics.

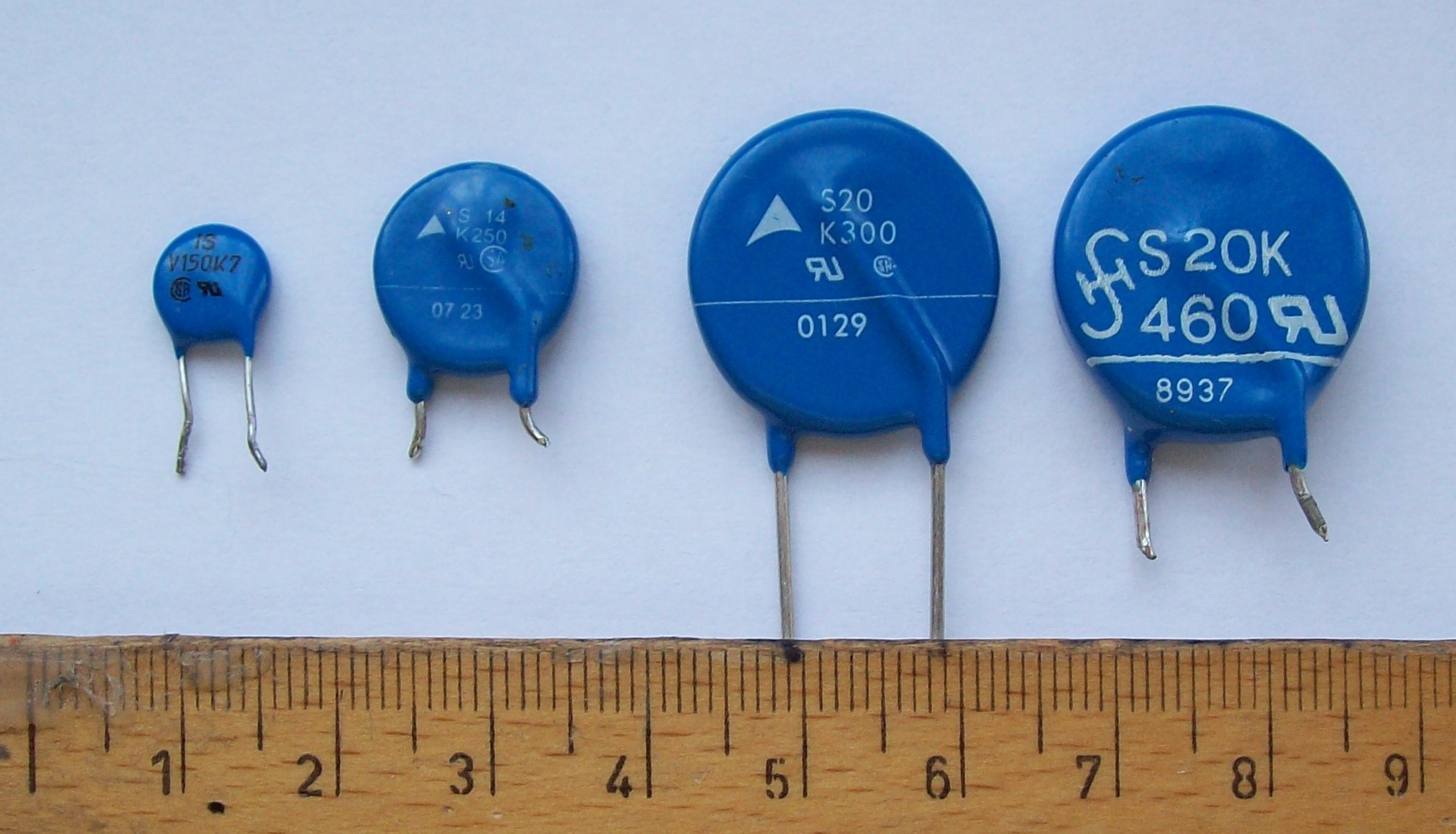
Fig.1 Varistor TVS

## Comparativa entre els diferents TVS
- Es pot sintetitzar:[4]
  - Quant més ràpid és el dispositiu menys capacitat té de proteecció.
  - Per a tenir una protecció completa cal utilitzar les diferents tecnologies plegades.

| Tipus                  | Poder de tall                   | Durabilitat a pols de 100A 8x20µs | Temps de resposta | Capacitat paral·lela | Corrent residual | Cost |
| ---------------------- | ------------------------------- | --------------------------------- | ----------------- | -------------------- | ---------------- | ---- |
| Diode TVS              | 1A a 15 KA depenent del tamamny | Infinit                           | ≈ 1 ps            | < 1pF                | 1 µA             | Mig  |
| Varistor TVS           | fins a 70 KA                    | ≈ milers de polsos                | <1 ns             | ≈100-1000 pF         | 10 µA            | Mig  |
| Diode Zener TVS        | fins a 50 A                     | Infinit                           | <1 µs             | ≈ 50 pF              | 10 µA            | Baix |
| Tubs de descàrrega TVS | >20 KA                          | ≈ desenes de polsos               | <5 µs             | < 1 pF               | < 1 nA           | Alt  |

## Fabricants de TVS

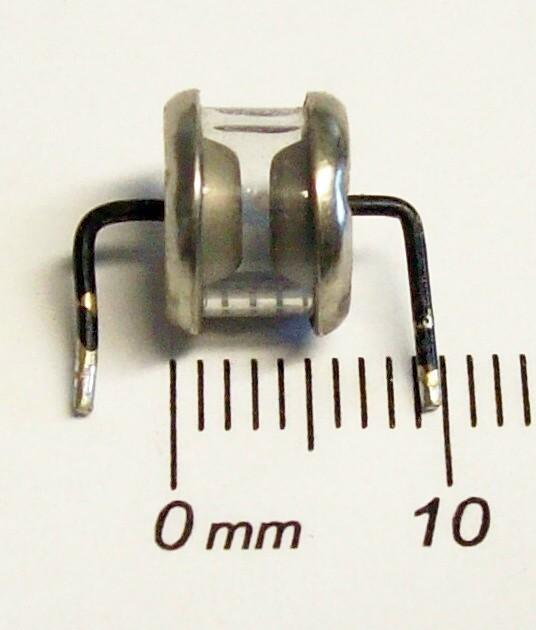
Fig.3 Descarregador de gas TVS

Es poden destacar a 20/01/2017 :
- Diodes TVS : ST, Littlefuse, AVX, Bourns, Diodes Incorporated Arxivat 2017-02-02 a Wayback Machine., Vishay Arxivat 2010-11-02 a Wayback Machine., Würth, NXP Arxivat 2017-01-20 a Wayback Machine., Texas Instruments, Torex, Rohm
- Varistors : Bourns. Epcos/TDK. Littlefuse. Vishay. Würth electronik Kemet. Arxivat 2017-01-31 a Wayback Machine. KOA speer. Arxivat 2017-02-22 a Wayback Machine. Littlefuse. Panasonic. Murata. Arxivat 2017-01-31 a Wayback Machine. Semitec. Arxivat 2017-07-18 a Wayback Machine. Shindengen. Arxivat 2017-01-31 a Wayback Machine. United chemi-con. Arxivat 2017-02-01 a Wayback Machine. Vishay. AVX. AEM.
- Tubs de descàrrega : Bourns, epcos TDK, Littlefuse